# Arte safávida

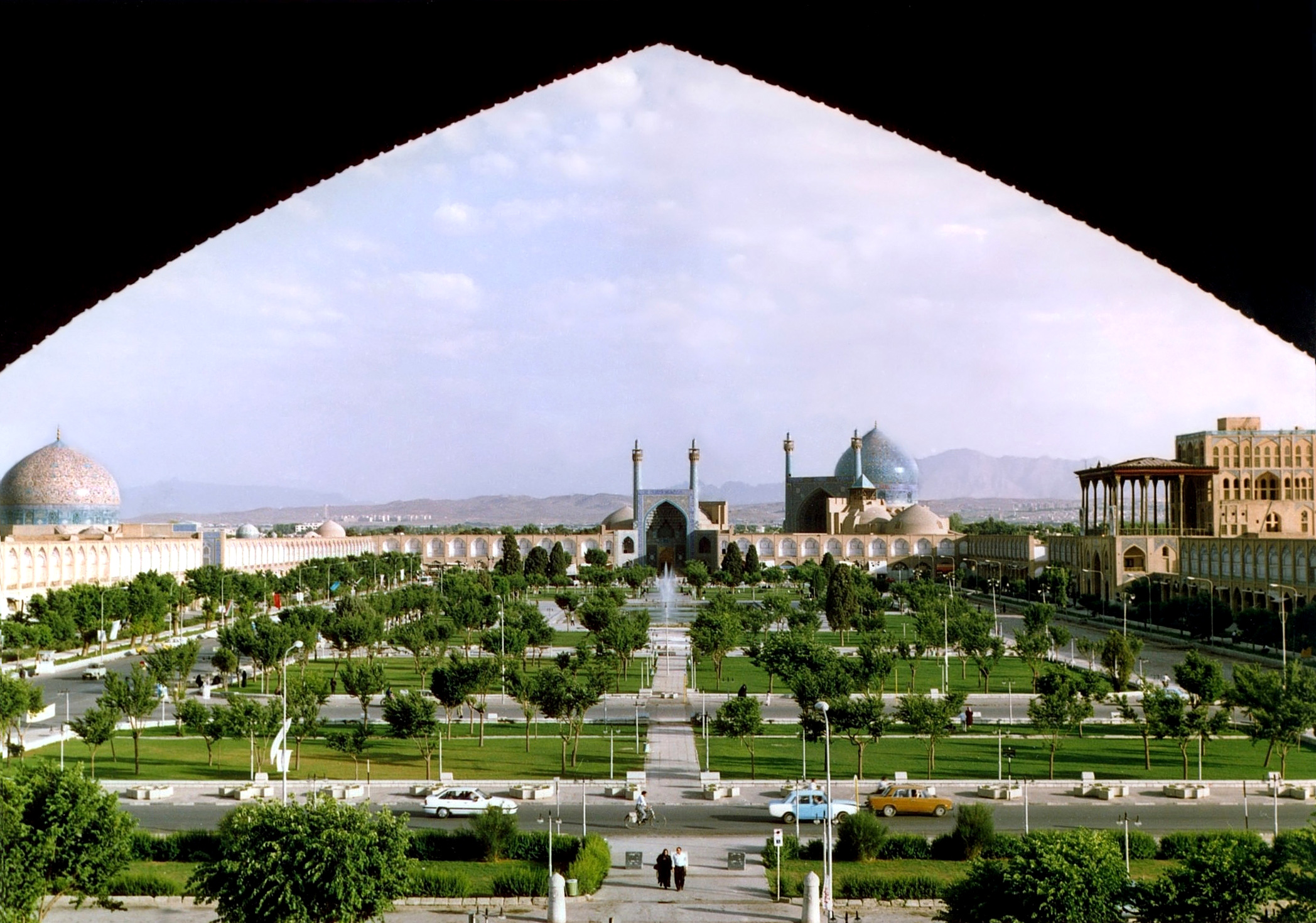
Vista de la plaza de Naqsh-e Yahán, con las joyas de la arquitectura safávida: a la izqda., la mezquita del jeque Lotf Allah; al fondo, la mezquita del Shah; y a la dcha., el palacio de Ali Qapu (la Alta Puerta).

La denominación arte safávida agrupa la producción artística que tuvo lugar en Persia (actual Irán y parte del Irak de hoy) durante el gobierno de la dinastía homónima, entre 1501 y 1722. Marca un punto culminante en la arquitectura persa y en el arte del libro, mientras que en las artes menores, como la cerámica, el arte de metal o del vidrio, sus logros tienen más o menos tendencia a periclitar. Aunque nutrido por la cultura persa, el arte safávida estuvo fuertemente influenciado por las culturas turkmena (los orígenes de la dinastía), china, otomana y occidental.
Los safávidas fueron los últimos soberanos que promovieron un arte nacional «persa». Se les debe una reactivación de la producción artística en el actual Irán, particularmente notable en la planificación urbana de Isfahán: los palacios de Ali Qapu y Chehel Sotún son verdaderas joyas que destacan en verdeantes parques trazados según perspectivas precisas, mientras la larga avenida monumental de Chaharbagh (o 'avenida de los Cuatro Jardines', de 3 km) articula la ciudad. Guardianes de la antigua tradición artística más que verdaderos innovadores, desarrollaron un arte cortesano refinado y suntuoso cuyas tendencias manieristas en la decoración tienen un gran encanto poético. Su caída condujo a una rápida degeneración del arte iraní.
El conjunto de la plaza de Naqsh-e Yahán de Isfahán fue declarado en 1979 Patrimonio de la Humanidad.

## Contexto histórico

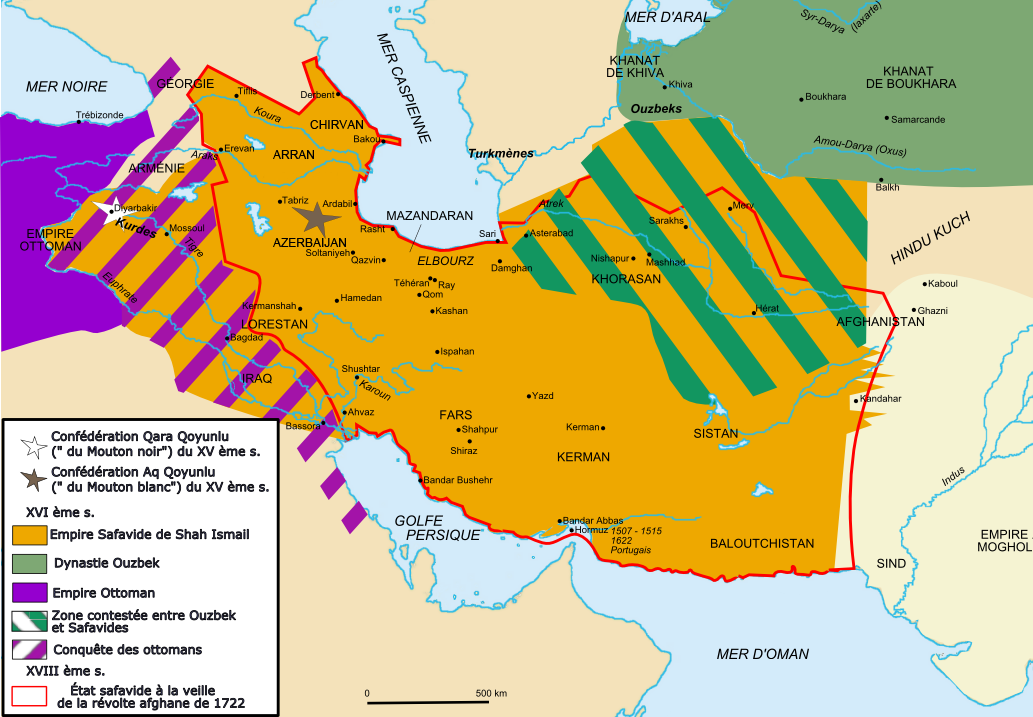
Mapa del imperio safávida

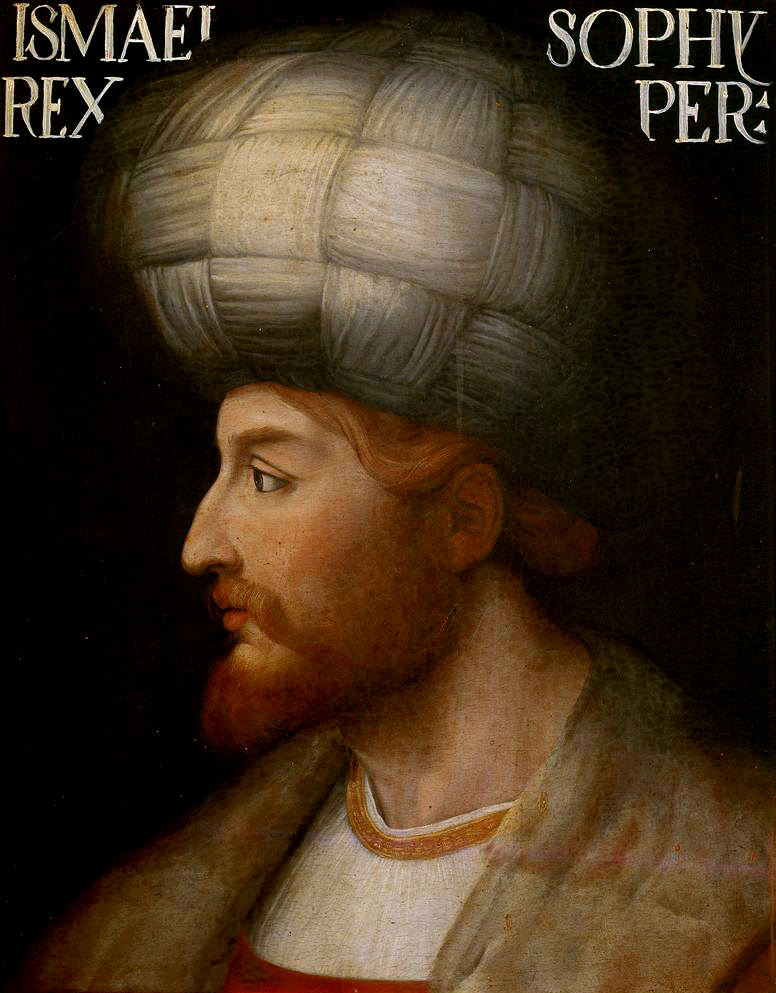
Shah Ismail, el fundador de la dinastía de los safávidas

La dinastía safávida viene de una hermandad turcófona llamada Safaviya que apareció en Azerbaiyán hacia 1301, con el jeque Safi al-Din (1252-1334), que le da su nombre. Los safávidas han contribuido en gran medida a la propagación del chiismo duodecimano que consideran al duodécimo imam oculto como su líder.
Sin embargo, hasta 1447 la dinastía safávida no comenzó a mostrar ambiciones políticas, con la llegada al poder del jeque Djunayd. Se estableció un sistema de luchas y de alianzas con las tribus turcomanas, dando como resultado la extinción de la dinastía de los Qara Qoyunlu, reinantes entonces en la región de Tabriz, opuesta a la de los Aq Qoyunlu, instalados en Anatolia. Siendo Haydari, el sucesor de Djunayd, rápidamente asesinado, el sah Ismail I (r. 1501-1524), que entonces contaba doce años de edad, encabezó el movimiento en 1499. Comenzó pronto una vigorosa propaganda que le permitió reclutar un ejército. En 1500, sus 7000 soldados vencieron a las tropas turcomanas, una fuerza de 30 000 hombres, y en 1501, Ismail I entró en la ciudad de Tabriz, en el noroeste del actual Irán, proclamando el rito imamí como religión del estado y haciendo acuñar las primeras monedas con su nombre.
La expansión territorial se aceleró hacia Bagdad y el Imperio otomano, pero la llegada de Selim I a la cabeza del Imperio otomano que prohibió el chiismo, así como la batalla de Chaldiran (22 de agosto de 1514) marcaron un alto en esa expansión. El ejército safávida, que no conocía el uso de las armas de fuego, sufrió una aplastante derrota. Selim I entró en Tabriz —donde se retiró unos meses más tarde debido a las disputas internas— y se anexionó de gran parte del territorio safávida. Ismail I, cuya ascendencia divina fue fuertemente cuestionada, se retiró de la vida política, mientras que las relaciones con los turcomanos qizilbash —discípulos sufis chiitas de los safávidas— se deterioraban. En 1515, la instalación de los portugueses en Ormuz supuso el inicio de un floreciente comercio con Europa.
Después de la muerte de Ismail I, su hijo de diez años, Tahmasp I (r. 1524-1576) llegó al poder. Poco brillante en el plano militar, cedió la ciudad de Bagdad a Suleiman el Magnífico, y transfirió en 1548 su capital a Qazvin. Finalmente, firmó en 1555 el tratado de Amasya que le aseguraba una paz duradera. Su reinado, el más largo en la historia de Persia, estuvo marcado por la firma a sus veinte años de un «edicto de arrepentimiento» que instauró una religión autoritaria, prohibiendo la música, la danza, las bebidas alcohólicas e incluso el hachís.

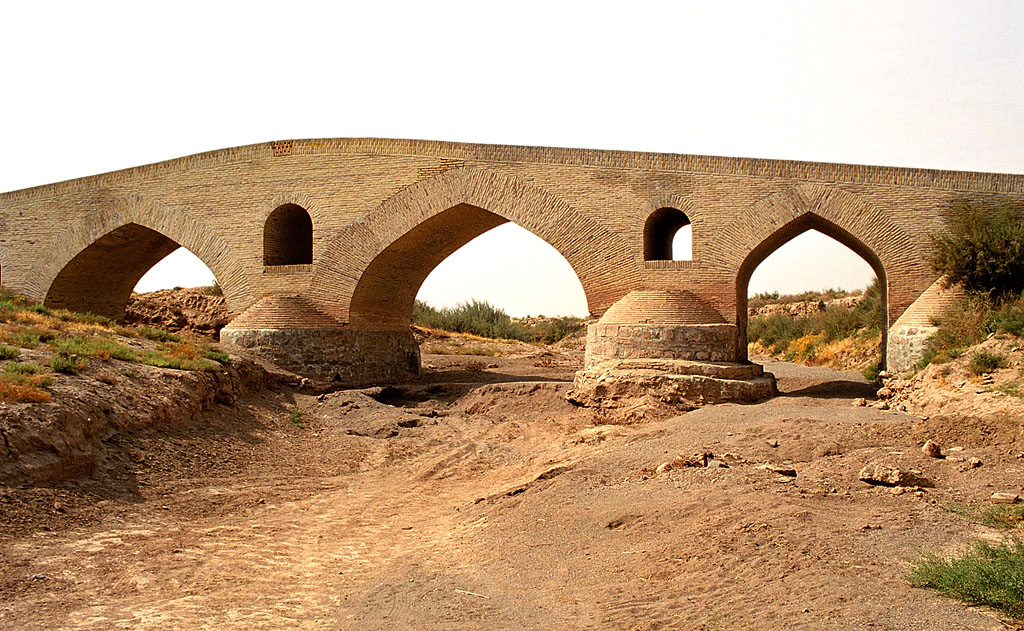
Un puente de la época safávida próximo a Qazvin.

Después de la muerte de Tahmasp en 1576, siguieron doce años de confusión y hasta la llegada del shah Abás (r. 1587-1629) no se logró restaurar una calma relativa. Abás, conocido como Abás el Grande, firmó rápidamente una paz muy desfavorable con los otomanos, para lograr tiempo para poner en pie un ejército de ghulams (mercenarios caucásicos, armenios y georgianos). Los ghulams también fueron integrados en una administración centralizada, ocupando los puestos de los turcomanos juzgados demasiado renuentes. Estas medidas permitieron que el sah venciese a las tropas uzbekas y que en 1598 retomase la ciudad de Herat y en 1624 la propia Bagdad. Este reinado, el más pleno de la dinastía, dio lugar a un comercio y un arte florecientes, sobre todo con la construcción de la nueva capital de Isfahán.
El período posterior a la muerte de Abás el Grande fue un largo declive, en parte debido al «sistema del harén» que promovía las intrigas y manipulaciones. El reinado del shah Safi (r. 1629-1642) destacó por su violencia arbitraria y las pérdidas territoriales; el del shah Abás II (r.1642-1666) marcó el comienzo de la intolerancia religiosa hacia los dhimmis y especialmente a los judíos, estado que continuó bajo el gobierno del shah Soleimán I (r. 1666-1694) y del shah Hussein I (r. 1694-1722). Una rebelión de los afganos en 1709 condujo finalmente a la extinción del imperio en 1722.

## Arquitectura y urbanismo
La arquitectura safávida corresponde al estilo de arquitectura islámica que floreció durante el reinado de la dinastía safávida que gobernaron Persia, al este del Imperio otomano, entre 1501 y 1732. Este período, económicamente robusto y políticamente estable, vio como la arquitectura tradicional evolucionaba en sus patrones y métodos, dejando su huella en la arquitectura de los siguientes períodos (continuó hasta el final del reinado Qayar). Fueron los últimos soberanos que promovieron un arte nacional «persa» y destacaron en la planificación urbana de Isfahán: sus palacios son verdaderas joyas que destacan en verdeantes parques trazados según perspectivas precisas, mientras la larga avenida monumental de Chaharbagh (o 'avenida de los Cuatro Jardines', de 3 km) articula la ciudad.  
Isfahán recuperó su importancia a partir de 1598 cuando el sah Abás el Grande (r. 1588-1629) trasladó su capital desde la noroccidental Qazvín a la meseta central iraní, a una altitud de 1500 m, en el sitio de la antigua capital elamí Aspandana helyén, fertilizada por el río Zayandeh ('el río que da vida'), un oasis de cultivo intenso en medio de una vasta área de paisaje árido. Alejaba su capital de cualquier ataque futuro de los otomanos y de los uzbecos, y al mismo tiempo obtenía más control sobre el golfo Pérsico, que recientemente se había convertido en una importante ruta comercial para las compañías de las Indias Orientales neerlandesas y británica. Antes de su ascenso, Persia tenía una estructura de poder descentralizada, en la que diferentes instituciones luchaban por el poder, incluidos los militares (los Qizilbash) y gobernadores de las diferentes provincias que conformaban el imperio. El sha Abbás quería acabar con tal estructura política y la recreación de Isfahán como gran capital del país fue un paso importante para centralizar el poder.
Inició lo que se convertirá en uno de los mejores programas de la historia iraní, reconstruyendo y transformando la nueva capital en una de las ciudades más grandes y hermosas del mundo del siglo XVII. El arquitecto principal de la colosal tarea de planificación fue Shaykh Bahai (Bahā al-dīn al-Āmilī), quien centró el programa en dos características clave: la avenida Chaharbagh, de cuatro kilómetros de longitud, flanqueada a cada lado por todas las instituciones prominentes de la ciudad y las residencias de los dignatarios extranjeros, y la plaza de Naqsh-e Yahán ('Ejemplo del mundo') en su centro, de 507 m de largo y 158 m de ancho, rodeada por una fila de bazares (Abbas reunía los tres principales poderes en su patio trasero: el clero, representado por la mezquita real, los comerciantes, en el Bazar Imperial, y su propio poder, que residía en el palacio de Ali Qapu).. La mezquita del jeque Lotf Allah (1603-1618) fue erigida sobre una planta cuadrada simple. No tendría importancia arquitectónica, pero con su loza azul y verde extremadamente rica, es una de las joyas de la arquitectura islámica oriental. Similar, y al otro lado del Maidan (debido a la orientación de la kibla), la mezquita del Shah (1612-1630), construida asimétricamente en contacto con una esquina, es un poco más sobria en su decoración. Abás introdujo políticas para desarrollar la participación iraní en el comercio de la Ruta de la Seda y muchos artesanos turcos, armenios y persas fueron reasentados a la fuerza en la ciudad para asegurar su prosperidad.
Con más de 160 mezquitas, 40 madrasas, 1800 caravanseráis y 270 baños públicos, la ciudad fue habitada por aproximadamente un millón de personas durante la época de Abás el Grande. El gran bazar de Isfahán también es único en el mundo islámico, cubre aproximadamente treinta kilómetros cuadrados y arquitectónicamente sirve como entrada a la gran plaza central, Maidan (plaza principal). Los pabellones y palacios con jardines, así como la propia arquitectura de los jardines, fueron de particular importancia en la arquitectura safávida. Se construyeron lujosos pabellones en el jardín del Palacio Real. Según William Cleveland y Martin Bunton, el establecimiento de Isfahán como la gran capital  y el esplendor material de la ciudad atrajo a intelectuales de todos los rincones del mundo, lo que contribuyó a la rica vida cultural de la ciudad. Los impresionantes logros llevaron a sus habitantes a acuñar su famoso alarde, «Isfahán es la mitad del mundo».
El más conocido es el palacio de Chehel Sotún (1647) ('palacio de los Cuarenta Pilares') en el distrito palaciego en el eje de Maidan, que proclama la gloria de Abás el Grande en su decoración interior. El diseño de las columnas evoca elementos de Persia, y sus pedestales están estampados con leones apoyados unos contra otros. Su entrada abovedada, con el interior decorado con espejos venecianos y murales en miniatura lo hacen especial. Fue erigido en 1647 por Abás II (r. 1642-1666) y luego reconstruido después del incendio de 1706. La ornamentación de figuras no era ajena a la forma descrita por los artistas safávidas. La tumba de Said Shah está adornada con una pasión de imanes chiitas, lo que, según los sunitas, habría sido un sacrilegio inimaginable. El arquitecto jefe de la ciudad es el polihistor, un ingeniero experto en las artes, Ella era Sheikh Bahrá ad-Dín Muhammad Amili. Un palacio secular igualmente hermoso es el palacio jardín de dos pisos llamado Hasht Bihisht ('Ocho cielos') erigido en 1669 por Solimán I de Persia.
Los safávidas también crearon algo nuevo en el campo de la arquitectura de puentes, con una implementación bien pensada de los aspectos artísticos y de ingeniería. Desde el palacio de Chehel Sotún, una hilera de plátanos de tres kilómetros conduce al puente de Allahverdi (o Si-o-se Pol). Una solución arquitectónica excepcional es el puente Khaju (?-1650) sobre el río Zayandeh. Como el río no era navegable, no hubo que tener en cuenta el tráfico de barcos y son lo suficientemente anchos para dar cabida tanto a caravanas como a peatones. Los arquitectos de puentes demostraron un tremendo ingenio en la construcción de presas y sistemas de compuertas de una manera armoniosa y visualmente emocionante, mientras que los puentes ayudaban a controlar y dirigir el flujo de agua para regar tierras de cultivo y jardines.
- Edificios en Isfahán
- Entrada y cúpula de la mezquita del jeque Lotf Allah (1603-1618)
- Entrada del Gran Bazar (1620)
- Iwán de entrada de la mezquita del Shah (1612-1630), en Isfahán
- El palacio de Chehel Sotún (1647) en Isfahán

- Mezquitas safávidas (todo o parte)
- Mezquita de Fátima Masumeh, Qom, Irán.
- Mezquita Abdulazim, Rayy, Irán.
- Mezquita del Imán Alí (977, original, rec. en 1086), Náyaf, Irak.
- Mezquita Jamkaran, Irán.
- Mezquita Saheb-ol-Amr (1636), Tabriz, Irán.

## Arte mobiliario

### Cerámica

#### Gobiernos de Ismail I y Tahmasp
El estudio y la datación de cerámica en los gobiernos de Ismail I y de Tahmasp son difíciles porque hay pocas piezas datadas o que mencionen un lugar de producción. Se sabe también que las personas más poderosas preferían de lejos la porcelana china a la producción de la cerámica local. Se han podido aun así identificar varias ubicaciones de los talleres, aunque sin certeza:
- Nishapur
- Kubachi (para la cerámica arquitectural)
- Kermán (piezas moldeadas monocromas)
- Mashhad
- Yazd (citada sobre un aguamanil del British Museum)
- Shiraz (citada por Chardin)
- Bordarbas
- Gambrun
- Nain

Los cinco primeros parecen más seguros que los cuatro últimos, habiendo sido citados en las fuentes, pero ninguno es absolutamente cierto.
En general, las decoraciones tienden a imitar a las de la porcelana china, con la producción de piezas azules y blancas en forma y con motivos chinizantes (borde contorneado, matices tchi, dragones, etc.) Sin embargo, el azul persa difiere del azul de China por sus tonalidades más numerosas y sutiles. A menudo, cuartetos poéticos persas, a veces en relación con el destino de la pieza (alusión al vino para una copa, por ejemplo) se llevan a cabo en los cartuchos. También destaca otro tipo de decoración, mucho más rara, que tiene iconografías muy específico del Islam (zodiaco islámico, escalas, arabescos) y parece influenciada por el mundo otomano, como evidencian las palmetas afiladas, llamadas palmetas rumies, ampliamente utilizadas en Turquía.
Se elaboran muchos tipos de piezas: copas, platos, botellas de cuello largo, escupideras, etc. Jícaras, con una boca muy pequeña y una panza plana en un lado y muy abultada del otro, pueden señalarse: un ejemplar se encuentra en el Victoria and Albert Museum, otro en el Ermitage.

#### Entre el gobierno de Abás el Grande y el fin del imperio

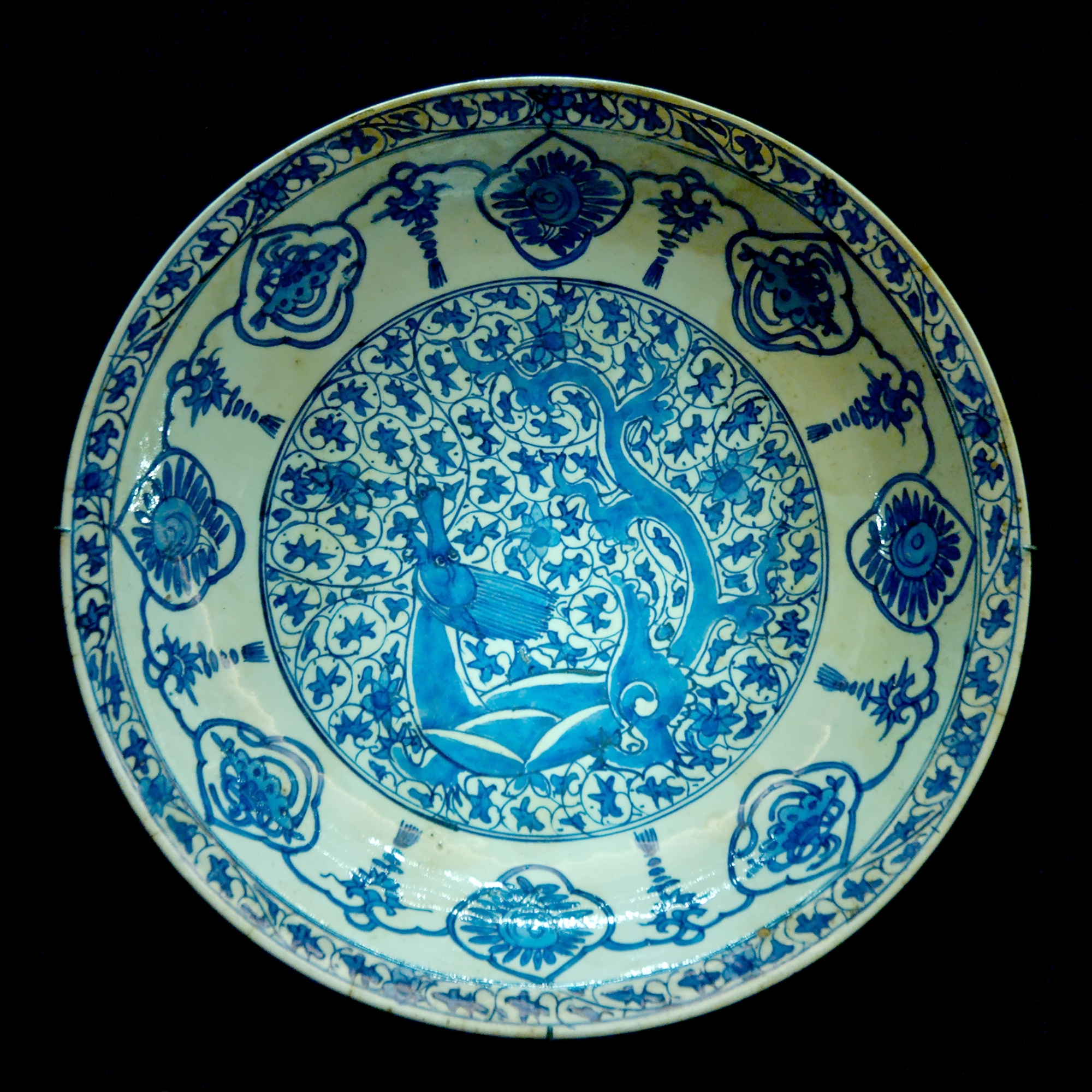
Plato del dragón,, museo del Louvre

Según sea la cerámica petrográfica, se pueden distinguir cuatro grupos, cada uno vinculado a un lugar de producción: 
- Lias
- Mashhad
- Tabriz (centro que sigue siendo hipotético, tal vez un taller suscitado por el patrocinio realc)
- un centro no identificado, que produce azules y blancos imitando la cerámica wanli (kraak porselein).

Con el cierre del mercado chino en 1659, la cerámica persa se revitalizó para satisfacer las necesidades europeas. La aparición de falsas marcas de talleres chinos en el dorso de ciertas cerámicas marca el gusto que luego se desarrolló en Europa para las porcelanas del Lejano Oriente, en gran parte satisfecha por producciones safávidas. Este nuevo destino entrña el uso todavía mayor de una iconografía china y exótica (elefantes) y la llegada de nuevas formas, a veces sorprendentes (ghelyan, platos octogonales, objetos zoomorfos).
Al mismo tiempo, nuevas figuras aparecen, influenciadas por el arte del libro: jóvenes coperos elegantes, jóvenes mujeres de silueta curva o cipreses que entrelazan sus ramas, que recuerdan a las pinturas de Reza Abbasi. Se observa el uso de amarillos muy bellos, y de la técnica del lustre aún presentes en algunas piezas en los siglos XVII y XVIII.

#### Un caso aparte: la cerámica de Kubacha

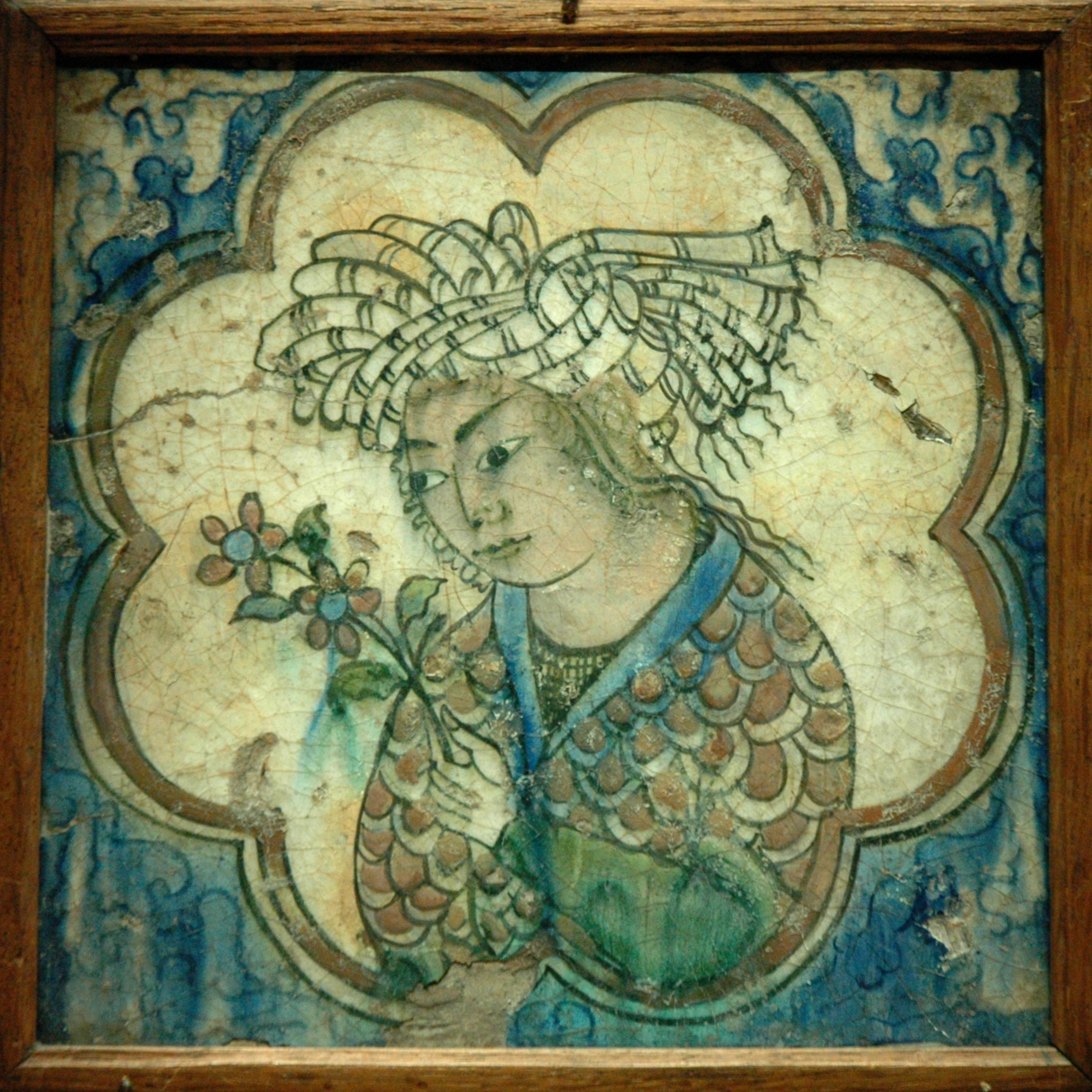
Cerámica de Kubacha: Carreau au jeune homme, Kubacha, siglo XVII

El descubrimiento en Kubacha de cerámicas colgadas de los muros de las casas de un estilo muy homogéneo llevaron rápidamente a los historiadores del arte a pensar que había un centro de producción en la ciudad. Sin embargo, esta interpretación fue contestada por Arthur Lane y muchos otros después de él, y ahora parece errónea.
Esta serie se produjo a lo largo de tres siglos, durante los cuales evolucionó mucho, pero conservando siempre un agujero en las bases destinado a la suspensión de estas piezas. Esquemáticamente, se pueden distinguir tres épocas:
- en el siglo XV, una bicromía entre vidriado verde y motivos pintados en negro;
- en el siglo XVI, una bicromía entre vidriado turquesa y motivos siempre negros;
- en el siglo XVIII, piezas policromadas (cobalto, rojo oscuro, amarillo anaranjado), con influencias del arte del libro, otomanas e indias.

La serie de los Kubacha sigue siendo muy misteriosa, y se han propuesto muchos centros de producción sin que ninguno realmente esté acreditado realmente.

### El arte del metal

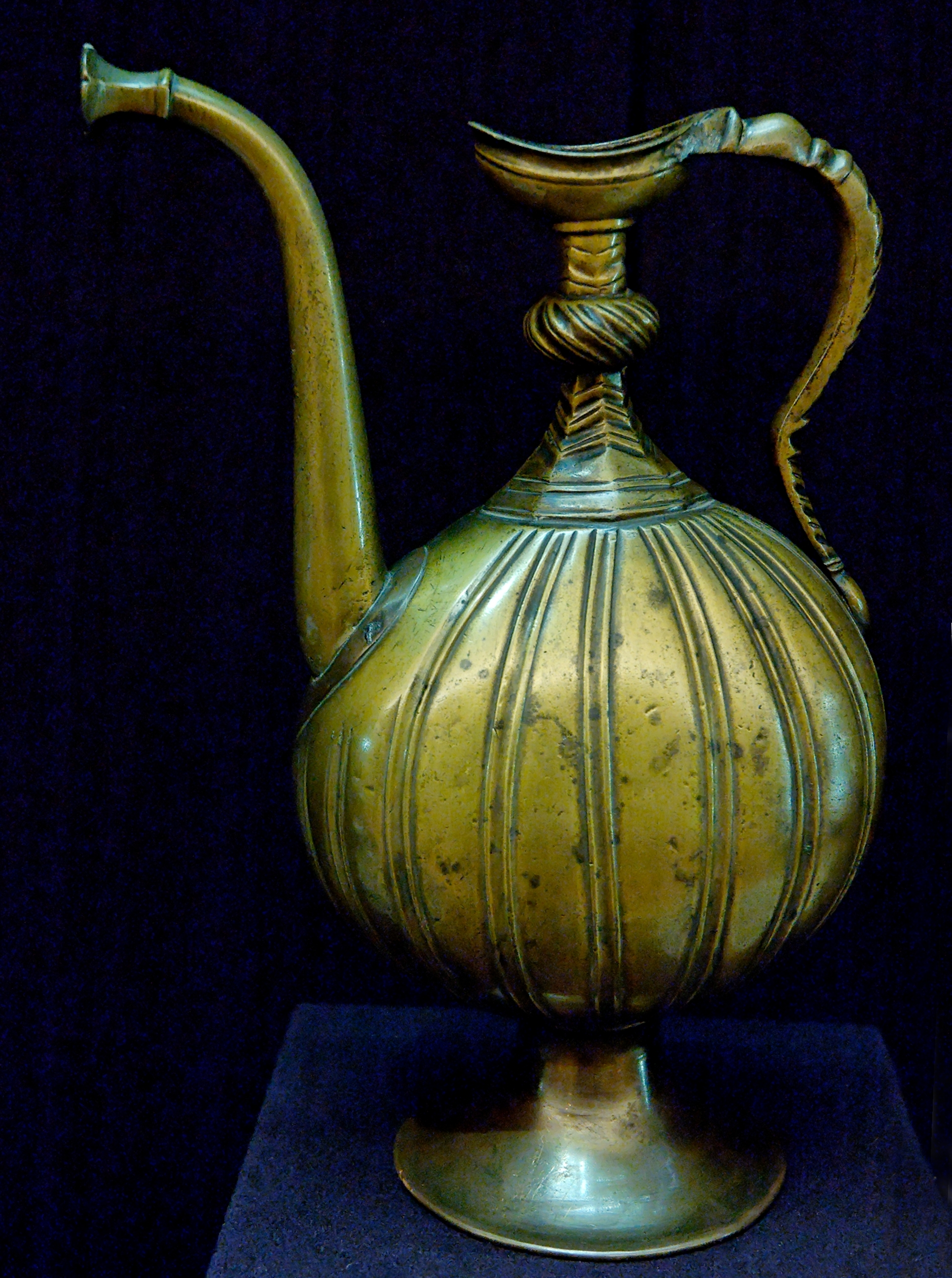
Aguador. Bronce fundido, Irán,. Museo del Louvre

El arte del metal sufrió un declive progresivo durante la dinastía de los safávidas y sigue siendo difícil de estudiar, en parte debido al pequeño número de piezas datadas.
Bajo el gobierno de Ismail I, hay una perpetuación de las formas y de las decoraciones de incrustación timúridas: motivos de mandorlas, de shamsa (soles) y de nubes tchi se encuentran en los tinteros en forma de mausoleo o de jarras de forma globular que recuerdan las de Ulugh Beg en jade.
En el gobierno de Tahmasp, la incrustación desapareció rápidamente, como evidencian un grupo de candelabros en forma de pilar. En cambio, destaca la aparición de pastas coloreadas (rojos, negros, verdes) para reemplazar a la policromía de las anteriores incrustaciones de plata y oro. También destaca el inicio de los trabajos del acero, sobre todo por calados, para hacer elementos de chapado de puertas y estandartes.

### El trabajo de pedrería
Se conocen varios objetos de pedrería, por lo general datables en el siglo XVI. Existe también una serie de jarros de panza globular, montados sobre una pequeña base anular y que llevan un cuello ancho y corto, de ellos dos (uno en jade negro con incrustaciones de oro, el otro en jade blanco) están inscritos con el nombre de Ismail I. El asa toma la forma de un dragón, lo que revela una influencia china, pero este tipo de jarro viene directamente del período anterior: el prototipo es el jarro de Ulugh Beg. También son conocidos copas y mangos de cuchillos de jade, a menudo con incrustaciones de hilos de oro grabados.
La edrería también se utilizó para crear cabujones para incorporarlos en objetos de metal, como por ejemplo en la gran botella de zinc incrustada de oro, de rubíes y turquesas que data del reinado de Ismail y que se conserva en el museo de Topkapi en Estambul.

### Alfombras

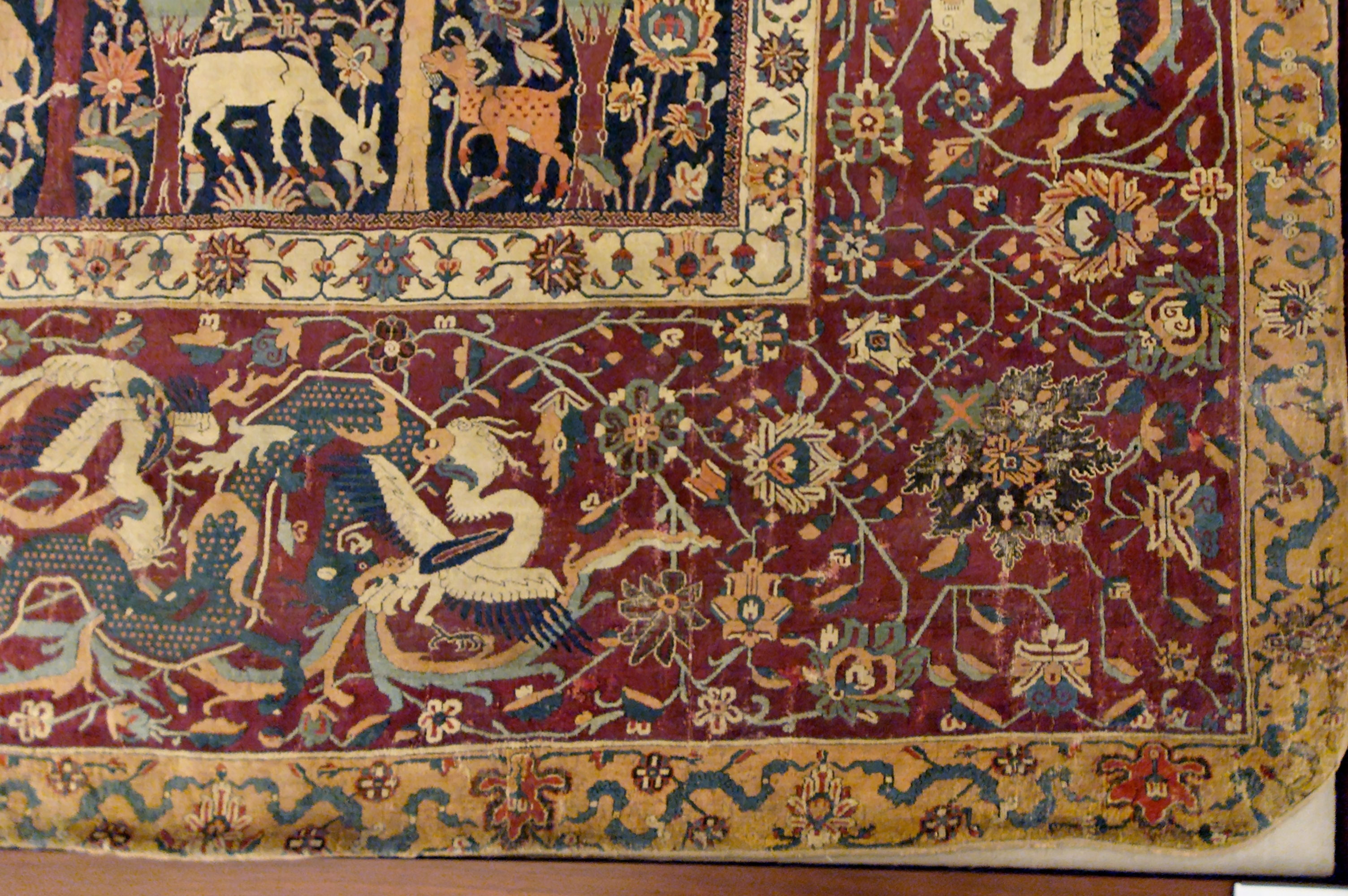
Detalle de una esquina de un tapis de Mantes, conservado en el museo del Louvre.

Se han conservado de la época safávid muchas alfombras persas (entre 1500 y 2000), pero su datación y el establecer su origen es muy difícil. Las inscripciones son una indicación valiosa para determinar los artesanos, los lugares de fabricación, los patrocinadores, etc. Por otra parte, una vez que se ha fabricado una alfombra y se ha mantenido en un único lugar, se pueden identificar otras piezas relacionadas con ella.
Se acepta en general entre los expertos que fueron los safávidas quienes hicieron pasar la alfombra de una producción artesanal asegurada por las tribus nómadas al estatus de «industria nacional», cuyos productos fueron exportados a la India, al Imperio otomano y Europa. La exportación de alfombras floreció en el período safávida hacia Europa (a veces a través de la colonia portuguesa de Goa) y para el Imperio Mughal, donde las alfombras persas estimularon la producción local. Algunas alfombra safávidas también fueron transportadas por la Compañía Holandesa de las Indias Orientales hacia Batavia, Ceylan, la Malasia, Cochin y a la misma Holanda. Los encargos europeos pasaban en Persia por el tejido de alfombras especiales: por ejemplo, el grupo de «alfombras polacas» han sido sin duda anudadas en Isfahán, pero algunos llevan las armas de Polonia.
Sobre la base de los relatos de viajeros y otras fuentes textuales, parece que existían talleres de alfombras reales en Isfahán, Kashan y Kermán. Estos talleres producían alfombras para los palacios y mezquitas del Shah, pero también para ser ofrecidas a los monarcas vecinos o a dignatarios extranjeros, o incluso para hacer piezas por encargo de la nobleza o de otros ciudadanos. El patrocinador depositaba a continuación capital en forma de materias primas y del depósito del salario de los artesanos durante la duración del anudado.
El desarrollo rápido de la industria de las alfombras en Persia durante el período safávida parece ser debido al gusto de los soberanos por esta artesanía. Ismail I, y después Tahmasp y Abás el Grande son conocidos por haber estado personalmente interesados en la producción de alfombras. Incluso se supone que los dos últimos soberanos se involucraron personalmente en la producción de alfombras, especialmente en el dibujo de motivos. Durante su reinado, la producción de alfombras persas fue la más importantes de toda la era de los safávidas.
Fue en esa época y especialmente a partir del Shah Tahmasp (1523-1576) cuando se crearon las primeras alfombras de decoraciones florales, para satisfacer los gustos de los safávidss. La diferencia entre las alfombras de los nómadas y las alfombras floreadas se debe al papel del «maestro» (ostad). Él era el que dibujaba el cartón que sería reproducido por los tejedores. Los dibujos de alfombras de los nómadas eran transmitidos por la tradición.
La fabricación de alfombras estaba altamente sujeta a la tutela del taller real del arte del libro, que proporcionaba los modelos. Es así, comparándolos con las encuadernaciones y las iluminaciones, como los especialistas han podido determinar una evolución estilística. Así, la mayoría de alfombras realizadas en el siglo XVI, es decir, principalmente del Shah Ismail y del Shah Tahmasp, se llaman «a medallón», ya que se organizan en torno a un gran medallón central lobulado, llamado a veces Shamsa, es decir, el sol, y las enjutas llevan cada una un cuarto de medallón que recuerda mucho al central. Las alfombras de este tipo más famosas son la pareja de alfombras llamadas de Ardebil, una de los cuales, conservada en el Museo Victoria y Albert, está fechada en 946 AH, es decir, en 1539-1540 de la era cristiana y firmada «el trabajo del humilde servidor de la corte Mahmud Kashani».
A partir de finales del siglo XVI e inicios del XVII, con el advenimiento del Shah Abbas, el medallón tiende a desaparecer, mientras que las enjutas ya se eliminaron en la segunda mitad del siglo XVI, como evidencia la alfombra de Mantes. Fue el florecimiento de las "alfombras-floreros", que, como su nombre indica, presentan un jarrón de donde brota una composición floral. El jardín, que se asocia con el paraíso también da lugar a un tipo de composición que aparece en el siglo XVII en Persia a fin de imitar los jardines del Shah, divididos en parcelas rectangulares o cuadradas por caminos y canales de riego (chahar bāgh).
También se pueden encontrar alfombras de temas cinegéticos: la caza es una actividad desempeñada por los shah, que requería destreza, fuerza y el conocimiento de la naturaleza. Este tema también se relaciona con el paraíso y con las actividades espirituales, ya que la caza a menudo se desarrolla en una naturaleza que puede recordar a los jardines del paraíso. Una de las mejores es, sin duda, la alfombra probable mente tabrizina ahora en el Museo Poldi Pezzoli de Milán y fechado en 1542-1543. La alfombra de Mantes, que data de la segunda mitad del siglo XVI y se conserva en el Louvre, es también un ejemplar de este tipo.
La ciudad de Kashana su vez se distingue por una producción bastante peculiar de alfombras relativamente pequeñas y completamente de seda con fondo rojo o azul donde se baten animales fantásticos herederos del bestiario chino (kilins, dragones, fénix). Al igual que en las grandes alfombras, las del siglo XVI tienen un medallón (alfombra de la Fundación Gulbenkian), que desaparece en el siglo siguiente. El Museo del Louvre y el Museo Metropolitano conservan una ejemplar de campo libre.

## El arte del libro

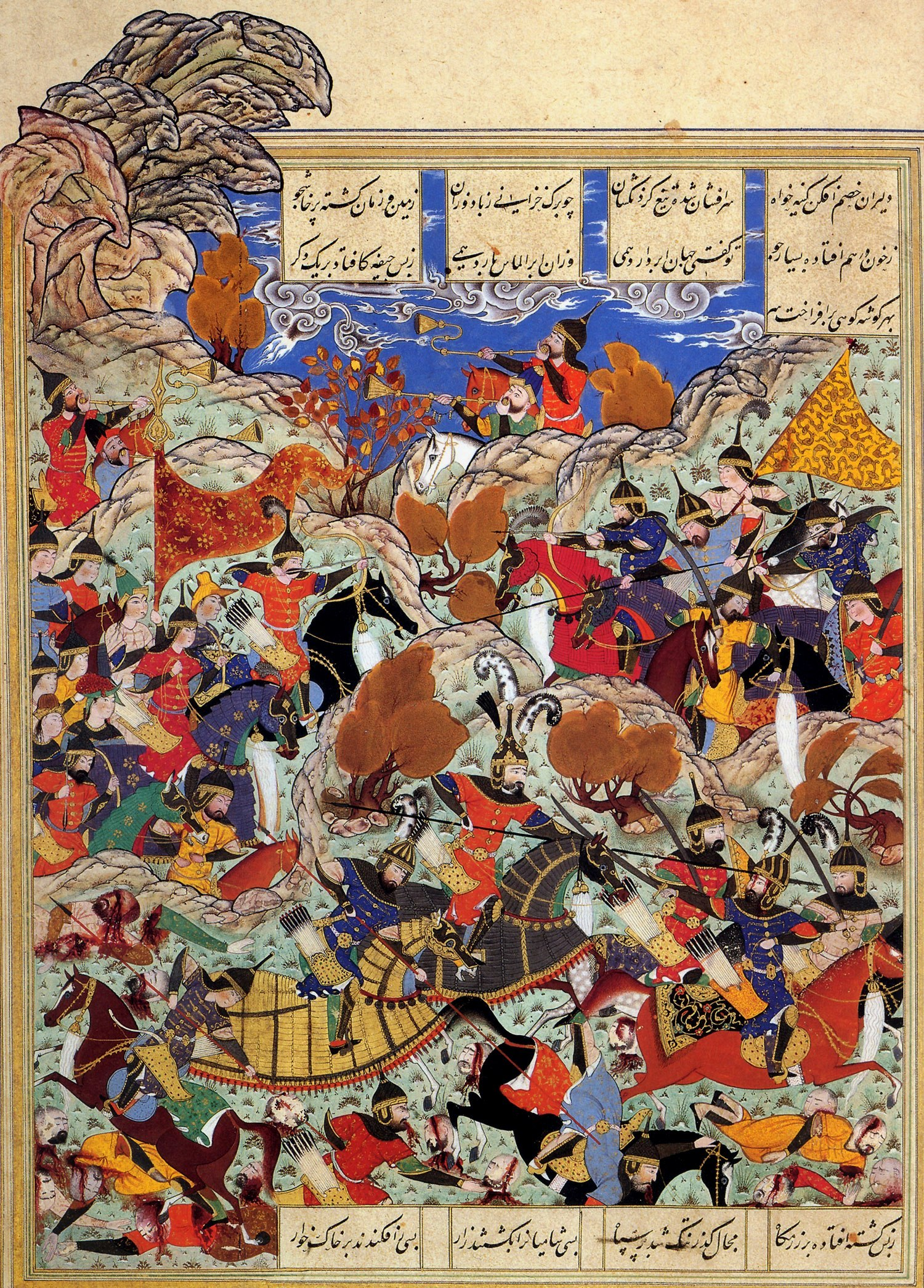
Escena de batalla entre Timur y el rey egipcio, Behzad, 1515. Conservado en el Palacio del Golestan en Teherán.

Bajo el reino de los safávidas, el arte del libro o miniatura persa fue el motor esencial de las artes. El ketab khaneh, el taller-biblioteca real, proporcionaba la mayor parte de los modelos de los motivos para los objetos: alfombras, cerámica o metales le eran sometidos.
Se copian varios tipos de libros, iluminándolos, encuadernados y a veces ilustrados: libros religiosos —Coranes, aunque también comentarios del texto sagrado y obras teológicas— y libros de literatura persa —Shāhnāmé, Khamsa de Nezamí Ganyaví, Jami al-tawarikh de Rashid al-Din, Timur nāmeh— enciclopedias y tratados científicos de los sufíes. El papel, invención china, llegó temprano a Irán (siglo VIII), fue siempre utilizado. Se observa el uso frecuente de papeles coloreados. Hacia 1540 aparece también un papel jaspeado, que sin embargo desaparece con bastante rapidez.
Las encuadernaciones son hechas en su mayoría en marroquinería teñida, y de muy buena calidad. Pueden estar doradas y estampadas con motivos geométricos, florales o figurativos o incluso resaltados en azul. En la segunda mitad del siglo XVI, se cala el cuero para revelar debajo las hojas de papel o de seda coloreados. En la misma época, en Shiraz, apareció la encuadernación lacada, que sigue siendo muy rara y muy estimada
en Irán.
La decoración de los márgenes se puede hacer de diferentes maneras: a veces están insertados, es decir, insertados en un papel diferente (tradición que aparece en el siglo XV), enarenados de oro, según la costumbre china, o incluso pintado en colores o al oro.
Los estilos de las ilustraciones varían mucho de un manuscrito a otro, según los periodos y los centros de producción.

### 1501-1550: el legado

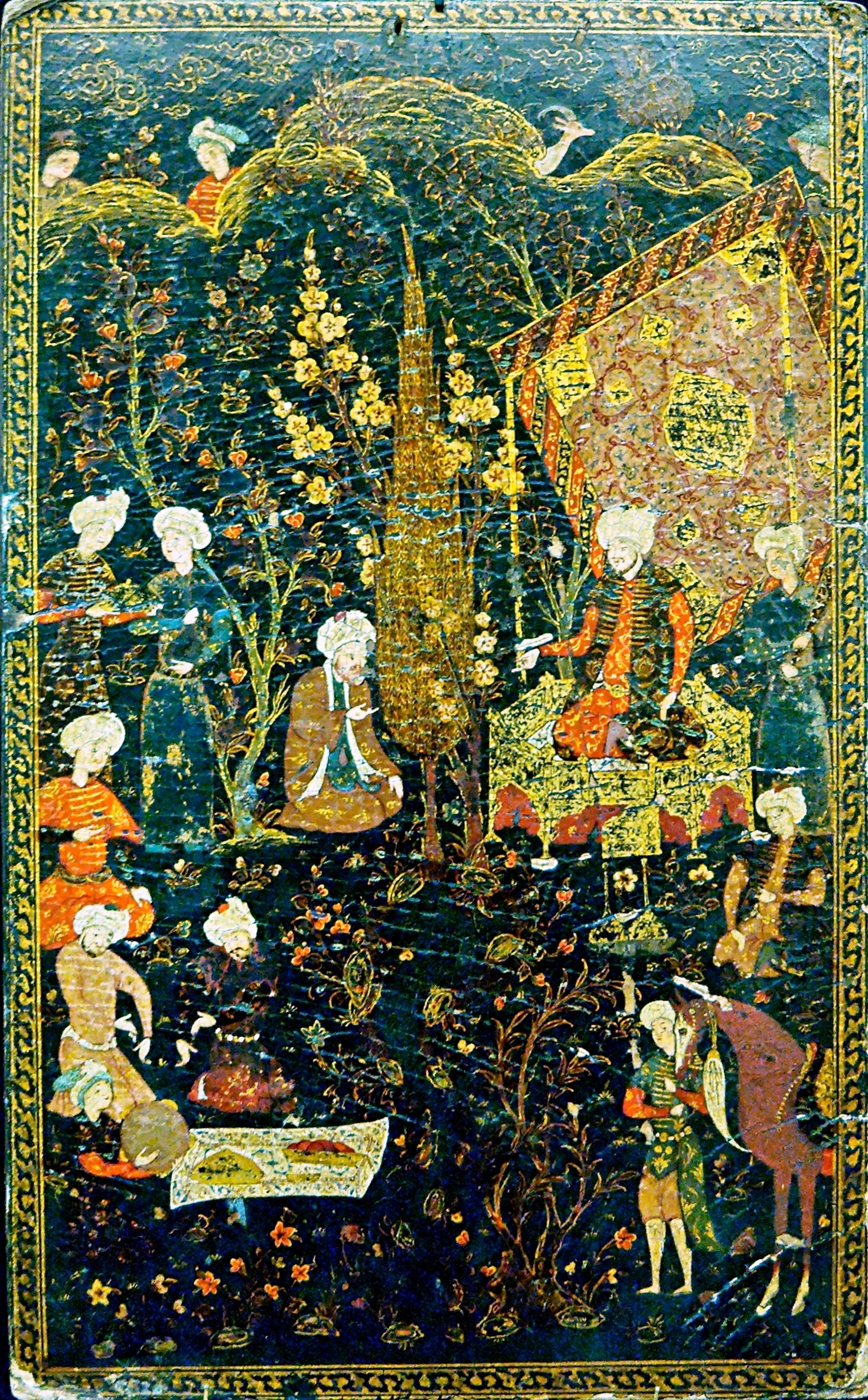
Encuadernación en papel maché lacado: Escena de divertimento principesco,, museo del Louvre

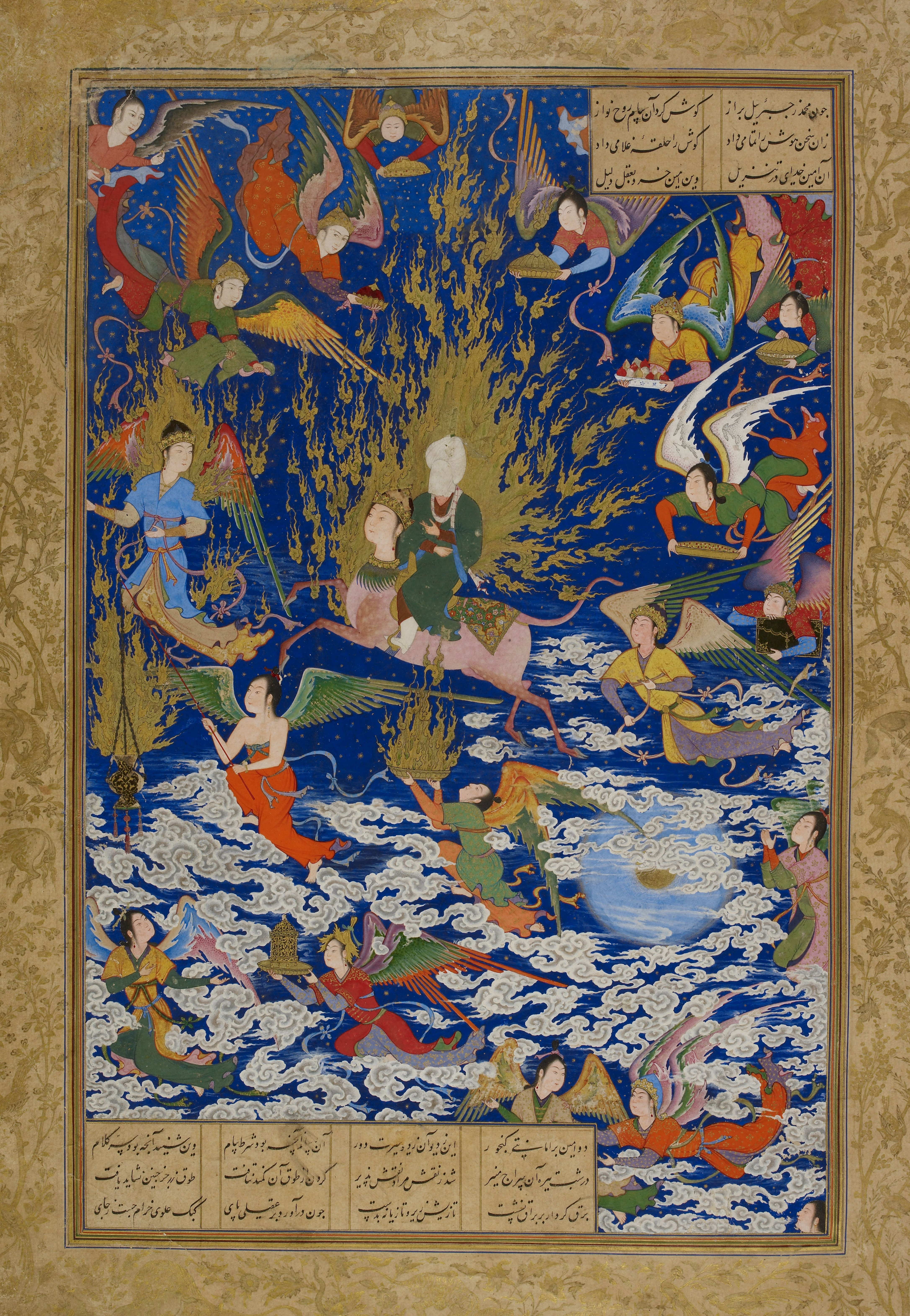
Sultán Muhammad, Miraj (ascension de Mahoma al paraíso sobre su asno burāq) en un Khamseh de Nizami datado de 1539-43.

Tres centros estuvieron activos en este periodo: 
- Tabriz
- Shiraz
- Bujará

Tabriz, la capital del imperio safávida entre 1501 y 1548, reutilizó también los artistas del ketab khaneh Aq Qoyunlu. Las ilustraciones denotan un doble origen: el de Aq Qoyonlu y de los timúrida. Esto se ve favorecido por la toma de la ciudad de Herat en 1501, pero no se manifestó verdaderamente hasta 1525. Los diferentes directores del ketab khaneh fueron:
- Sultán Muhammad (1515-1522)[22]
- Bihzad (1522-v.1540)[23]
- Mir Mossavvir (v. 1540 - 1548)

Muchos grandes pintores, como Aqa Mirak, Mir Sayyid Ali o incluso Doust Mohammad  fueron empleados entonces por el taller-biblioteca, y produjeron grandes manuscritos reales. El primero del que hay testimonio es el Shāhnāmé inacabado encargado por Ismail para su hijo Tahmasp, para el que se hicieron solamente cuatro pinturas, entre ellas Raksh defendiendo Rustam adormilado.  Esta última es probablemente una de las páginas más célebres de la pintura safávida, que todavía muestra la fuerte influencia de la técnica del arte turcomano en el tratamiento de la vegetación muy densa, como una alfombra, y las equivocaciones de perspectiva. Se piensa que es de cuando el sah Tahmasp volvió a Tabriz en 1522, que su realización cesó ese año 1522, mientras que, impregnado de la influencia de sus maestros Behzad  y el sultán Muhammad, comienza la realización de su Grand Shah Nameh de Shah Tahmasp. También encarga otras obras excepcionales, como un Khamsa y un Iskandar Nāmeh. Otros mecenas importantes emplean los artistas del ketab khaneh real: el príncipe Barham Mirza (1517-1549) se hizo así constituir un álbum (muhaqqa)  por el pintor Doust Mohammad.
El arte de la caligrafía estaba entonces dominado por un hombre muy importante , apodado «Zarrin Qalam», es decir «caña de oro», que sobresale en las seis caligrafías canónicas.
La influencia de los talleres reales de Tabriz fue extremadamente importante, y los manuscritos no reales, iluminados e ilustrados se extienden por todo el imperio, marcando los centros provinciales como el de Shiraz.
Shiraz es la capital del Fars  (núcleo de Persia) y una ciudad provincial en el sur de Irán muy activa. Los artistas siempre son los mismos que los utilizados por los Aq Qoyunlu, y producen volúmenes de pequeño formato, copias de Coranes y de grandes textos poéticos, en su mayoría destinados al comercio con el Imperio otomano (Siria, Egipto). A pesar del bloqueo impuesto por este imperio en 1512, la producción siguió siendo fuerte, lo que sugiere que se estaba dirigiendo a otros compradores todavía no identificados, dada la ausencia de patrocinio local. Bajo la influencia de Tabriz, se notan las evoluciones entre 1501 y 1525: las siluetas se vuelven más delgados, el taj, el bonete qizilbash característico, con un bastón rojo y doce pliegues correspondientes a los doce imanes del chiismo, aparece. Desde 1525 los talleres de Shiraz solamente producen copias de las obras de los talleres reales de Tabriz , y después de Qazvin e Isfahán.
Bujara no es estrictamente una ciudad de arte safávida, ya que la ciudad está en el centro de un estado independiente a cargo de la dinastía uzbeka de los shaybánidas entre 1500 y 1598. Sin embargo, el nomadismo de los artistas, debido a los frecuentes cambios políticos y al nomadismo de los soberanos, implica influencias significativas de parte de las ciudades safávidas. Los manuscritos de esta escuela se caracterizan por sus márgenes ricamente decorados con la técnica del encartado. Sus encuadernaciones tienen una contraportada con una gran decoración de cuero perforado y una portada con grandes placas rectangulares con motivos animalísticos o arabescos, según la antigua tradición timúrida. Las pinturas utilizan una paleta armoniosa, con composiciones aéreass, pero la falta de nuevos modelos y la repetición de clichés da la impresión de una cierta sequedad.
La escuela de Bujará alcanzó su apogeo entre 1530 y 1550 e influirá de manera directa el arte mogol.

### 1550-1600: periodo de transición

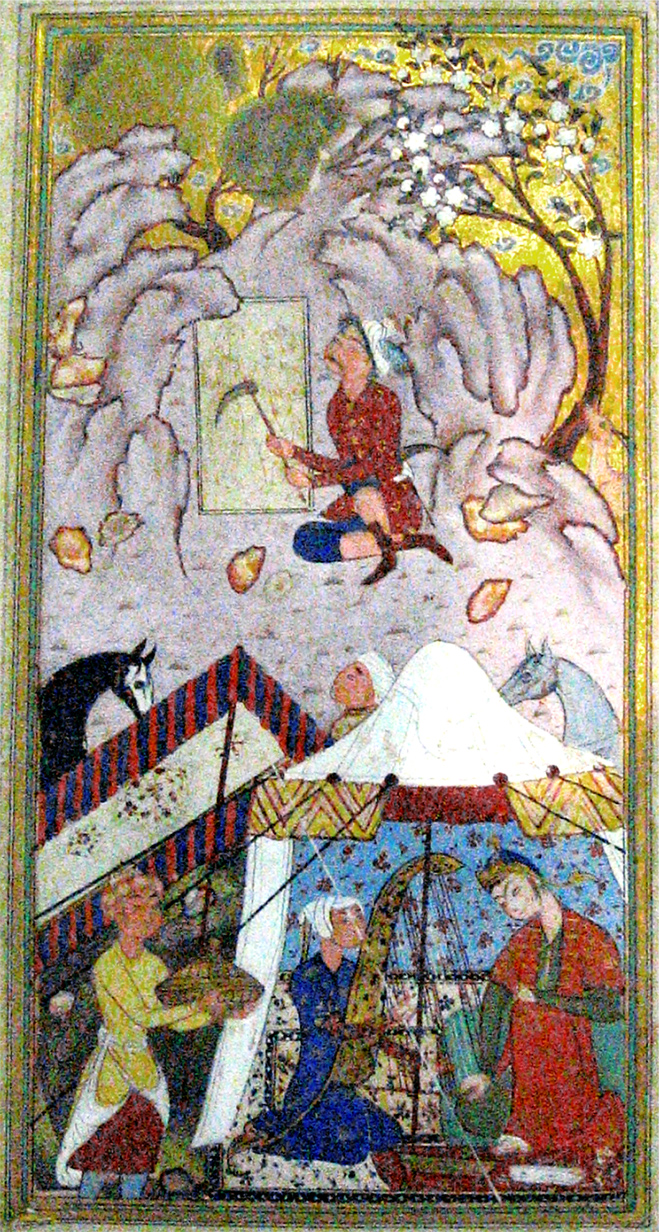
Representación de Shirin y Farhad, de Vahshi Bâfqi, Nastaliq, sin firmar, 1588. Conservado en el Museo nacional de Irán.

Los años 1550-1600 estuvieron marcados por numerosos cambios en la organización del imperio y por lo tanto en la producción de librossafávidas. Con el traslado de la capital en 1548, el taller real se desplazó, y fue Qazvin la ciudad que tomó el relevo de la producción real. Sin embargo, los centros provinciales como el de Shiraz (sur) o Jorasán (Irán oriental) continuaron produciendo manuscritos más o menos ricos.
Con la transferencia en 1548 de la capital de Tabriz a Qazvin, el ketab khaneh fue desmantelado en gran parte, seguido de los edictos de arrepentimiento editados por el Sha por razones religiosas y económicas. Los artistas huyeron hacia las cortes provinciales o extranjeras (mogol y otomana). Sólo Aqa Mirak resistió a esta serie de partidas. Otros artistas, como Siavush Beg el georgiano o Sadiqi Beg toman el lugar de la generación anterior. Los nuevos grandes calígrafos, como Mir Ali o Malik Dayalami, aparecen y dan a luz a la «regla de los dos cálamos», que establece reglas idénticas para la caligrafía y la pintura. La iluminación y encuadernación evolucionan en paralelo al arte de la alfombra, ya que los cartones utilizados son idénticos. En los manuscritos, las pinturas son en su mayoría de dobles páginas sin relación con el texto, mientras que las imágenes de copero, de mujeres jóvenes, de príncipes o incluso de derviches colman los álbumes  (muhaqqa).
Si el final del reinado de Tahmasp fue poco fructífero (se conoce, por tanto, un Fāl Nāmeh datando de estos años con las firmas de Aqa Mirak y Abd al-Aziz) el sah Ismail II (r. 1576-1577) ejerció una influencia positiva, encargando un gran  Shah Nāmeh y un Ajayibnāmeh  (libro de las maravillas). Por desgracia, su corto reinado impidió un verdadero renacimiento, incluso si logró establecer un nuevo estándar, que marca el comienzo de la multiplicación de las páginas del álbum. Su sucesor, el shah Muhammad Khudabandeh, siendo ciego, tuvo poco interés en los libros, y así quebró el comienzo de la recuperación. El resurgimiento de la miniatura persa real solamente se llevará a cabo parcialmente en el mandato de Abás el Grande, que encargó, como era la tradición, al parecer, un gran  Shah Nāmeh  antes del traslado de la corte a Isfahán.
El taller provincial de Shiraz siguió floreciendo hasta 1620, pero continuo con más frecuencia recopiando los modelos salidos de los talleres reales de Tabriz y después de Qazvin y Jorasan. La decoración se multiplica, la ilustración es muy abundante en los manuscritos y los colores luminosos, aunque poco variados. El dibujo, finalmente, representa personajes de rostro redondo y nariz alargada. La iluminación es muy repetitiva, y la caligrafía, la mayoría en nastaliq, copia el uno del otro. La mayor parte de los manuscritos no están firmados.
Los talleres llamados del Jorasán se sitúan en Herat en el distrito de Bakharz. Bajo el patrocinio del hermano de Braham Mirza, Ibrahim Mirza, desde 1565, compiten con la escuela de Qazvin en el empleo de artistas como Shaykh Muhammad, Muzaffar Ali o Muhammadi, especializados en dibujos. El manuscrito más famoso de estos talleres es un ejemplar de losHaft Awrang  (Siete tronos) de Jami, y se distingue de las producciones de los talleres oficiales por su profunda originalidad.

### 1600-1660: el declive de los manuscritos iluminados y desarrollo de un género específico: la página de álbum

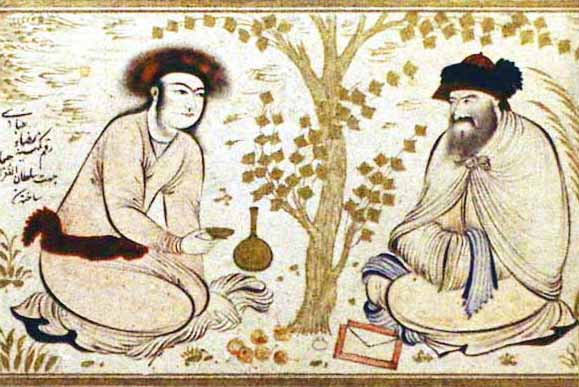
Reza Abbasi, Joven príncipe y derviche, segundo cuarto del, Metropolitan Museum.

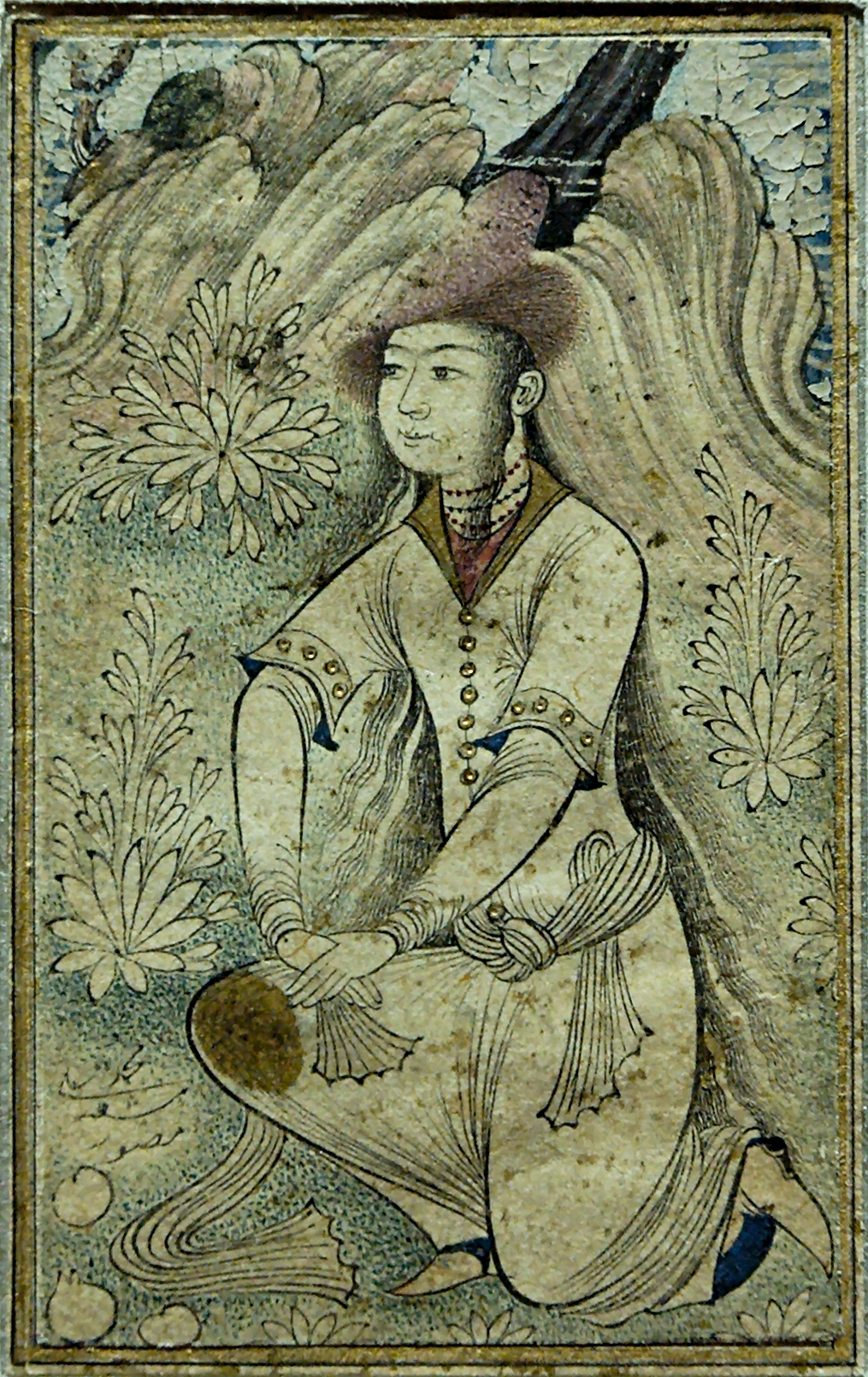
Una página de álbum: Jeune fille au bonnet de fourrure, firmada por Muhammad ‘Alî. Isfahán, mitad del, museo del Louvre

Durante los reinados de Abás I y Safi I, el número de manuscritos iluminados e ilustrados cae mucho, dando paso a un nuevo tipo de arte del libro: la página del álbum. Los álbumes, o muhaqqa, se componen sobre todo bajo la dirección de un pintor o de un calígrafo, y reagrupan páginas de diferentes artistas, yuxtaponiendo dibujos, caligrafía e incluso antiguas miniaturas. Reza Abbasi, que dirige el ketab khaneh entre 1597 y 1635 (fue trasladado en 1602 a Isfahán), fue probablemente el más grande representante de este género. Los personajes de estas páginas de álbum a menudo tienen siluetas alargadas, con cabezas pequeñas, redondeadas. Los temas pueden ser cortesanos, los coperos son privilegiados, aunque también hay campesinos y derviches. Mientras Reza resiste la influencia europea hasta su muerte en 1635, otros artistas no dudan en inspirarse para dibujar e incluso en reproducir los grabados realizados por los comerciantes holandeses. Otros grandes pintores de álbumes de este periodo son discípulos de Reza, que probablemente estudiaron con él, como Mo’in Musavvir, Mohammad Qasim y Muhammad Ali o incluso su hijo Safi Abbassi, conocido por sus pinturas de pájaros.
Este gusto por el álbum no termina totalmente con los manuscritos iluminados: el Shah Nāmeh  para el sah Abbas, los dos Divan de Navai o incluso el manuscrito de Khosrow et Shirin (1632, Victoria and Albert Museum)  son ejemplos de la continuación de esta tradición, que los talleres provinciales también abandonan con menos facilidad que el ketab khaneh real. La escuela de Herat, en particular, produce regularmente copias de los grandes textos persas ilustrados.

### 1660-1722: el fin de los manuscritos ilustrados

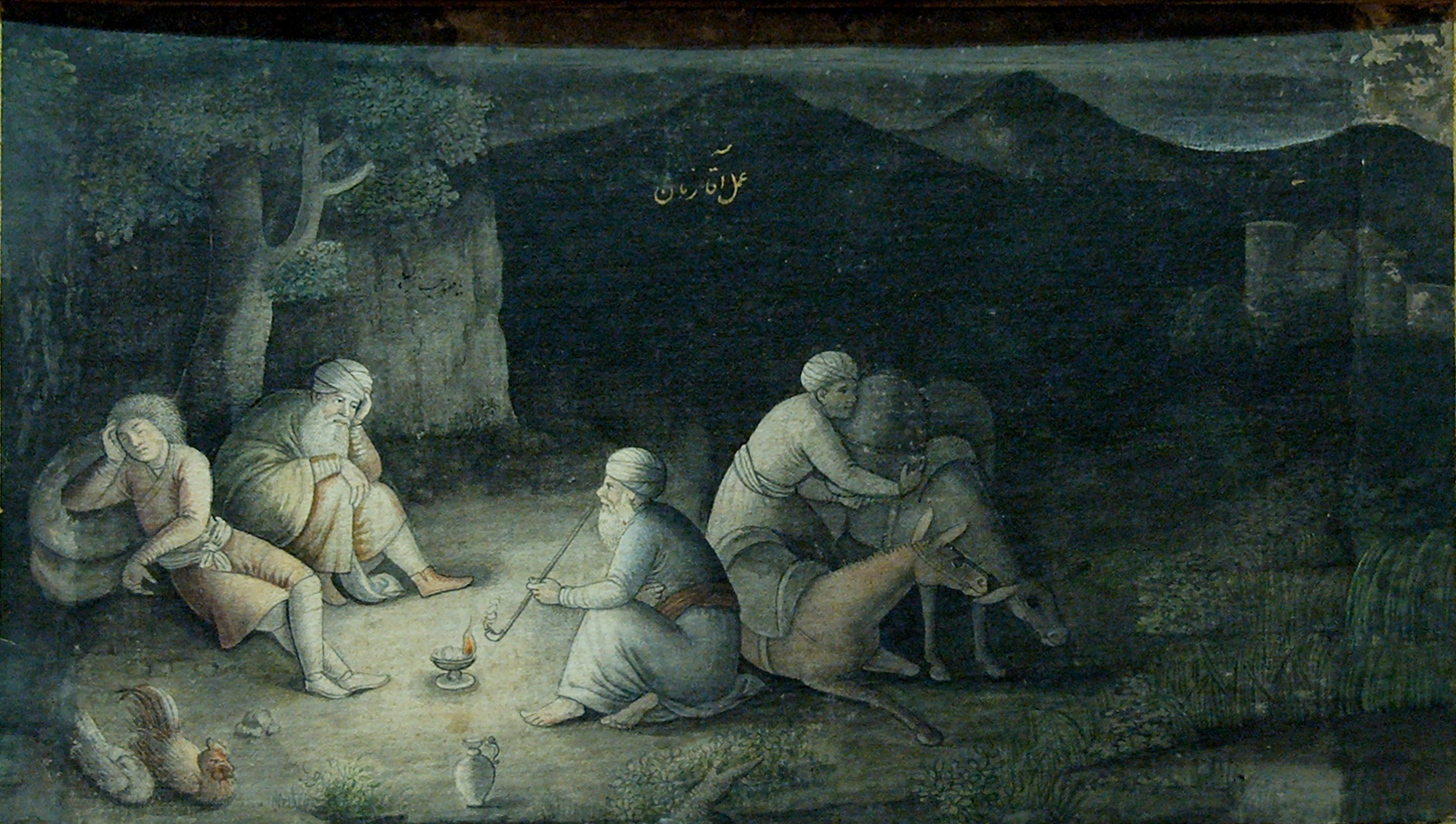
La halte de nuit de Mohammad Zaman.

Con la emergencia de Ali Qoli Djebbeh Dar y de Mohammad Zaman, dos pintores muy europeizantes, la parte del libro ilustrado en el arte del libro decae más. Una gran actividad de caligrafía y de iluminación se pone en marcha, con un verdadero resurgimiento del interés por la primera y un estilo floreciente muy fino y muy rico en elementos vegetales para la segunda.